# Вейкутис, Аудрюс
Аудрюс Вейкутис (лит. Audrius Veikutis; род. 23 июля 1979, Вильнюс) — литовский футболист, защитник.

## Биография
Воспитанник вильнюсского футбола. Во взрослом футболе начал выступать в сезоне 1994/95 в клубе «Андас», входившем в систему вильнюсского «Жальгириса». Затем выступал за другие фарм-клубы «Жальгириса», в том числе в сезоне 1996/97 играл в высшем дивизионе Литвы за «Жальгирис-Вольмета», в сезоне 1997/98 — за «Гележинис Вилкас», а в сезоне 1998/99 — за «Жальгирис-2». В основном составе «Жальгириса» дебютировал в сезоне 1998/99, а первый гол за команду в А-лиге забил 14 июня 2000 года в ворота «Экранаса» (2:1). В составе «Жальгириса» становился чемпионом (1998/99), серебряным (1999, 2000) и бронзовым (2001) призёром чемпионата Литвы.
В сезоне 2001/02 выступал за датский клуб «Фарум» (позднее — «Норшелланн»), провёл 7 матчей и забил один гол. В следующем сезоне тоже был в заявке датского клуба, но не сыграл ни одного матча. В 2003 году сыграл 6 матчей в высшей лиге Белоруссии за минское «Торпедо-СКА». Сезон 2004 года провёл в первом дивизионе России в составе аутсайдера турнира «Лисма-Мордовия». В промежутках выступал за команды чемпионата Литвы — «Швиеса», «Судува», в составе «Судувы» в 2005 году стал бронзовым призёром. Также был на просмотре в ряде российских клубов, в том числе в «Торпедо-Металлурге» и «Соколе».
В начале 2006 года перешёл в симферопольскую «Таврию», где играл вместе с группой земляков — Андрюсом Йокшасом, Нериюсом Василяускасом и Ирмантасом Зельмикасом. Дебютный матч в чемпионате Украины сыграл 5 марта 2006 года против «Шахтёра». Весной 2006 года был основным игроком «Таврии», сыграв 10 матчей, однако в сезоне 2006/07 появлялся на поле нерегулярно, а в сезоне 2007/08 провёл только один матч, появившись на поле на одну минуту в июльской игре с «Карпатами», после чего отправился в дубль и позднее покинул команду. Всего на счету защитника 22 матча за «Таврию» в чемпионатах Украины. После ухода из «Таврии» некоторое время играл за «Жальгирис».
В сезоне 2008/09 выступал в чемпионате Азербайджана за «Хазар-Ленкорань», а в 2009 году — во втором дивизионе Финляндии за «Атлантис». Сезон 2010 года начал на родине в составе «Ветры», однако команда снялась с чемпионата. Вторую половину сезона 2010 года провёл в чемпионате Эстонии за «Калев» (Силламяэ).
С 2011 года играл за клубы Литвы. Последним клубом высшего дивизиона стал в 2011 году «Шяуляй», затем футболист выступал в низших лигах за «Шилас» (Казлу Руда), «ТАИП»/«Витис» (Вильнюс) и его фарм-клуб «Гарюнай», а также за вильнюсский «Панерис». В 2017 году Вейкутис завершил игровую карьеру.

### Карьера в сборной
Выступал за юношескую и молодёжную сборную Литвы.
Согласно некоторым источникам, провёл один матч за национальную сборную Литвы — 4 июля 1999 года против Индонезии (2:2) появился на поле на последние 10 минут. Однако по другим данным такой матч в реестре первой сборной Литвы не значится.